# Nicolas Kiefer
Nicolas Kiefer (Holzminden, 1977. július 5. –) német hivatásos teniszező. A 2004-es athéni olimpiai játékokon Rainer Schüttlerrel párosban ezüstérmet nyert. 2006-ban érte el eddigi legjobb helyezését Grand Slam-tornákon: bejutott az Australian Open elődöntőjébe.
Édesanyja francia, édesapja német.

## Egyéni döntői

### Megnyert döntők (6)
| Összesítés                                            | Összesítés |
| ----------------------------------------------------- | ---------- |
| Grand Slam-torna                                      | (0)        |
| ATP World Tour Masters 1000 / ATP Masters Series      | (0)        |
| ATP World Tour 500 Series / International Series Gold | (1)        |
| ATP World Tour 250 Series / International Series      | (5)        |
| ATP World Tour Finals / Tennis Masters Cup            | (0)        |

| No. | Dátum                | Torna                          | Borítás         | Ellenfél a döntőben | Döntő eredménye  |
| 1.  | 1997. szeptember 22. | Toulouse, Franciaország        | Kemény (fedett) | Mark Philippoussis  | 7–5, 5–7, 6–4    |
| 2.  | 1999. április 12.    | Tokió, Japán                   | Kemény          | Wayne Ferreira      | 7–6(5), 7–5      |
| 3.  | 1999. június 7.      | Halle, Németország             | Fű              | Nicklas Kulti       | 6–3, 6–2         |
| 4.  | 1999. szeptember 13. | Taskent, Üzbegisztán           | Kemény          | George Bastl        | 6–4, 6–2         |
| 5.  | 2000. február 7.     | Dubaj, Egyesült Arab Emírségek | Kemény          | Juan Carlos Ferrero | 7–5, 4–6, 6–3    |
| 6.  | 2000. október 2.     | Hongkong                       | Kemény          | Mark Philippoussis  | 7–6(4), 2–6, 6–2 |

### Elveszített döntők (13)
1. Szingapúr (1997)
2. Dubaj (1999)
3. Bécs (1999)
4. Moszkva (2001)
5. Halle (2002)
6. Halle (2003)
7. Memphis (2004)
8. Scottsdale (2004)
9. Indianapolis (2004)
10. Los Angeles (2004)
11. Moszkva (2005)
12. Szentpétervár (2005)
13. ATP Masters Series Canada (2008)